# Armindo Araújo
Armindo Araújo (Rebordões, 1 de Setembro de 1977) é um piloto português de ralis que participa actualmente no Campeonato de Portugal de Ralis. Os primeiros passos de Armindo Araújo no mundo das competições motorizadas deram-se das motas, tendo participado em campeonatos e troféus nacionais de Enduro. As suas melhores classificações foram em 1995, sagrando-se vice-campeão de Enduro na classe 50cc e em 1999 quando venceu o Troféu KTM 250cc, disputado com motas daquele fabricante austríaco.

## Biografia
A sua primeira participação num rali foi feita em género de brincadeira, quando alugou um Renault Clio 16v para participar no Rali Montelongo do ano 2000. A prova que devia ser uma mera incursão singular pelo mundo das quatro rodas tornou-se no início de uma carreira recheada de êxitos. Após um primeiro rali onde quase venceu à geral, optou por prosseguir no Campeonato Nacional de Iniciados, que acabou por ganhar no ano de estreia!
Findo esse vitorioso e surpreendente primeiro ano, Armindo Araújo dá o salto para o campeonato dos consagrados para participar no Troféu Saxo. Antes ainda de iniciar o troféu, o piloto de Vila das Aves (Santo Tirso) participou no TAP Rali de Portugal que ficou marcado por terríveis condições meteorológicas. Em troços inundados de água e lama, e com um carro com apenas duas rodas motrizes, Armindo Araújo chegou a liderar sozinho a categoria vindo a desistir ingloriamente numa ligação com problemas eléctricos.
O ano de 2001 não podia começar melhor no que diz respeito ao Troféu Saxo com uma vitória no primeiro rali do ano, o Rali Futebol Clube do Porto. Após cinco vitórias e dois segundos lugares, Armindo Araújo leva para casa o primeiro lugar no troféu, o seu segundo título em dois anos de carreira!
Em jeito de recompensa pela ainda curta e vitoriosa carreira e ainda pela conquista do Troféu Saxo, a equipa oficial do importador português da Citroen oferece-lhe o lugar na sua equipa para pilotar o Citroen Saxo S1600 em 2002 e nas épocas seguintes. Logo no primeiro ano viria a conquistar o campeonato relativo a carros com duas rodas motrizes, tendo ficado ainda no terceiro lugar do campeonato absoluto.
Em 2003, e com a proibição dos World Rally Cars no campeonato português, foi a oportunidade ideal para atacar e conquistar o campeonato nacional, e assim foi. Na sua primeira real tentativa de o fazer, Armindo Araújo sagra-se campeão nacional de ralis e vencedor também das duas rodas motrizes, títulos que viria a conquistar novamente em 2004, na sua última época com a Citroen.
Terminada a colaboração com a Citroen no final de 2004, Armindo Araújo transita para a Mitsubishi numa pouco comum transferência no panorama dos ralis portugueses e que se viria a tornar numa vitoriosa colaboração entre o piloto e a marca nipónica. Em 2005 e 2006 volta a sagrar-se campeão nacional de ralis, tendo em 2006 inclusive ganho o PT Rali de Portugal contra uma representação estrangeira relevante, naquela que foi umas das suas vitórias mais relevantes.
Após quatro anos de conquistas no campeonato principal, e após sete épocas de vitórias em Portugal em 2007 Armindo Araújo deu o salto para os palcos internacionais com a participação no Production Car World Rally Championship, campeonato integrado no Campeonato do Mundo mas apenas para carro de grupo N. A época de 2007 não foi das mais positivas para o piloto, muitos azares e desistências não permitiram ao piloto luso ficar além do décimo quinto lugar final no campeonato. A segunda época no PWRC mostrou-se bem mais positiva que a primeira, pois o piloto de Santo Tirso terminou todas as provas classificado, sendo que só em duas delas ficou fora dos pontos, tendo terminado o ano num bem melhor oitavo lugar final.
Em 2009, Armindo Araújo voltou a apostar numa terceira época no PWRC, e ao fim de três anos as vitórias finalmente apareceram e logo no Rali de Portugal. Embora não tenha alcançado mais nenhuma vitória, no fim do ano todo o esforço de três anos foi recompensado com o título do PWRC, 14 anos depois de outro português, Rui Madeira, ter alcançado esse feito. No ano seguinte, e sem alternativas consistentes, o piloto luso apostou na renovação do título do PWRC que viria a conseguir, sendo o primeiro piloto a bisar neste campeonato.
Finda a época de 2010 e após conquista de novo título tinha chegado a altura de dar o passo seguinte na carreira. Após longas negociações com os seus patrocinadores, Armindo Araújo reuniu apoios para enfrentar a época de 2011 com o novo Mini Countryman WRC, num programa de provas limitado e através de uma equipa italiana semi-oficial, a Motorsport Itália. O ano revelou-se modesto em termos de resultados, sendo que o principal objectivo do piloto passava pela adaptação ao carro. Em 2012 a aposta repete-se mas num programa mais alargado de provas, quiçá todo o campeonato, para assim poder evoluir ainda mais e por em prática os conhecimentos adquiridos ao longo de 2011 e ao longo das provas de 2012.
A 16 de agosto de 2012, a Motorsport Itália confirmou em comunicado oficial a troca de pilotos na equipa, saíndo Armindo Araújo e entrando Chris Atkinson.

## Palmarés de Armindo Araújo [2000-2011]
2000
1º Campeonato Nacional de Ralis Promoção - Condutores
1º Campeonato Nacional de Ralis Promoção - Condutores Turismo
2001
7º Campeonato Nacional de Ralis - Pilotos Turismo
4º Campeonato Nacional de Ralis - Pilotos Turismo/Produção até 1600 cc
1º Troféu Saxo/Rallye Total
2002
3º Campeonato Nacional de Ralis - Condutores Absoluto
4º Campeonato Nacional de Ralis - Condutores Turismo
1º Campeonato Nacional de Ralis - Condutores Turismo/Produção até 1600 cc
2003
1º Campeonato Nacional de Ralis - Condutores Absoluto
1º Campeonato Nacional de Ralis - Condutores Turismo
1º Campeonato Nacional de Ralis - Condutores Turismo/Produção até 1600 cc
2º FIA European Rally Cup for Drivers - West
2004
1º Campeonato Nacional de Ralis - Condutores Absoluto
1º Campeonato Nacional de Ralis - Condutores Turismo
1º Campeonato Nacional de Ralis - Condutores Turismo/Produção até 1600 cc
47º Campeonato Nacional de Ralis - Condutores Turismo
11º FIA European Rally Cup for Drivers - West
2005
1º Campeonato Nacional de Ralis - Condutores Absoluto
2º Campeonato Nacional de Ralis - Condutores Promoção
16º Campeonato de Ralis dos Açores - Condutores Absoluto
20º Campeonato de Ralis dos Açores - Condutores Produção
11º Campeonato de Ralis da Madeira - Condutores Absoluto
9º Campeonato de Ralis da Madeira - Condutores Produção
12º FIA European Rally Cup for Drivers - West
2006
1º Campeonato Nacional de Ralis - Condutores Absoluto
1º Campeonato Nacional de Ralis - Condutores Promoção
14º Campeonato de Ralis dos Açores - Condutores Absoluto
20º Campeonato de Ralis dos Açores - Condutores Produção
11º Campeonato de Ralis da Madeira - Condutores Absoluto
10º Campeonato de Ralis da Madeira - Condutores Produção
7º FIA European Rally Cup for Drivers - West
2007
15º Production Car World Rally Championship
2008
8º Production Car World Rally Championship
2009
1º Production Car World Rally Championship
2010
1º Production Car World Rally Championship
2011
23º World Rally Championship
2018
1º Campeonato de Portugal de Ralis - Condutores Absoluto
1º Campeonato de Portugal de Ralis - Condutores RC2

## Resultados de Armindo Araújo [2000-2012]
| Ano  | Data     | Rali                                       | Número | Navegador       | Carro                         | Matricula | Resultados                         |
| ---- | -------- | ------------------------------------------ | ------ | --------------- | ----------------------------- | --------- | ---------------------------------- |
| 2000 | 08.04    | Rali Montelongo / Cidade de Fafe           | #26    | Pedro Queirós   | Renault Clio 16v              | 06-53-BO  | 2ª Posição                         |
| 2000 | 13.05    | Rali Portas de Ródão                       | #8     | Pedro Queirós   | Citroen Saxo                  | 66-57-IJ  | 1ª Posição                         |
| 2000 | 27.05    | Rali Vidreiro                              | #4     | Pedro Queirós   | Citroen Saxo                  | 66-57-IJ  | Desistência (Direcção)             |
| 2000 | 02.07    | Rali Mondim / Celorico de Basto            | #5     | Pedro Queirós   | Citroen Saxo                  | 66-57-IJ  | 1ª Posição                         |
| 2000 | 17.09    | Rali de Castro Marim                       | #4     | Pedro Queirós   | Citroen Saxo                  | 66-57-IJ  | Desistiu (Direcção)                |
| 2000 | 30.09    | Rali de Góis                               | #7     | Pedro Queirós   | Citroen Saxo                  | 66-57-IJ  | 1ª Posição                         |
| 2000 | 14.10    | Rali Vila de Murça                         | #5     | Pedro Queirós   | Citroen Saxo                  | 66-57-IJ  | 1ª Posição                         |
| 2000 | 04.11    | Rali Cidade de Abrantes                    | #2     | Pedro Queirós   | Citroen Saxo                  | 66-57-IJ  | 1ª Posição                         |
| 2000 | 25.11    | Rali Amarante / Felgueiras                 | #1     | Pedro Queirós   | Citroen Saxo                  | 66-57-IJ  | 2ª Posição                         |
|      |          |                                            |        |                 |                               |           |                                    |
| 2001 | 02-03.01 | Rali Casino da Póvoa                       | #8     | Miguel Ramalho  | Citroen Saxo                  | 66-57-IJ  | Desistência (Perdeu roda)          |
| 2001 | 08-11.03 | TAP Rali de Portugal                       | #58    | Miguel Ramalho  | Citroen Saxo                  | 66-57-IJ  | Desistência (Problemas eléctricos) |
| 2001 | 06-07.04 | Rali Futebol Clube do Porto                | #9     | Miguel Ramalho  | Citroen Saxo                  | 66-57-IJ  | 9ª Posição / 1º Troféu Saxo        |
| 2001 | 12.05    | Rali Cidade Oliveira do Hospital           | #9     | Miguel Ramalho  | Citroen Saxo                  | 66-57-IJ  | 10ª Posição / 1º Troféu Saxo       |
| 2001 | 05-07.07 | SATA Rali Açores                           | #11    | Miguel Ramalho  | Citroen Saxo                  | 66-57-IJ  | 16ª Posição / 2º Troféu Saxo       |
| 2001 | 02-04.08 | Rali Vinho Madeira                         | #21    | Miguel Ramalho  | Citroen Saxo                  |           | Desistência (Acidente)             |
| 2001 | 22-23.09 | Rali Rota do Vidro                         | #8     | Miguel Ramalho  | Citroen Saxo                  | 66-57-IJ  | 13ª Posição / 2º Troféu Saxo       |
| 2001 | 05-06.10 | Rali Casino de Espinho                     | #10    | Miguel Ramalho  | Citroen Saxo                  | 66-57-IJ  | 8ª Posição / 1º Troféu Saxo        |
| 2001 | 26-27.10 | Rali Casinos do Algarve                    | #9     | Miguel Ramalho  | Citroen Saxo                  | 66-57-IJ  | 15ª Posição / 1º Troféu Saxo       |
| 2001 | 17.11    | Rali Sport / Rota do Dão                   | #10    | Miguel Ramalho  | Citroen Saxo                  | 66-57-IJ  | 10ª Posição / 1º Troféu Saxo       |
|      |          |                                            |        |                 |                               |           |                                    |
| 2002 | 08-09.02 | Rali Casino da Póvoa                       | #5     | Miguel Ramalho  | Citroen Saxo Kit-Car          | 18-24-JE  | Desistência (Acidente)             |
| 2002 | 02.03    | Rali Futebol Clube do Porto                | #5     | Miguel Ramalho  | Citroen Saxo Kit-Car          | 18-24-JE  | 3ª Posição / 1º Classe             |
| 2002 | 17-18.05 | Rali da Figueira da Foz                    | #7     | Miguel Ramalho  | Citroen Saxo Kit-Car          | 18-24-JE  | 3ª Posição / 1º Classe             |
| 2002 | 31-01.06 | Rali de Santa Cruz                         | #3     | Miguel Ramalho  | Citroen Saxo Kit-Car          | 18-24-JE  | 2ª Posição / 1º Classe             |
| 2002 | 07-08.06 | TMN Rali de Portugal                       | #7     | Miguel Ramalho  | Citroen Saxo Kit-Car          | 18-24-JE  | 5ª Posição / 1º Classe             |
| 2002 | 04-06.07 | SATA Rali Açores                           | #10    | Miguel Ramalho  | Citroen Saxo Kit-Car          | 18-24-JE  | Desistência (Cárter)               |
| 2002 | 01-03.08 | Rali Vinho Madeira                         | #17    | Miguel Ramalho  | Citroen Saxo Kit-Car          | 18-24-JE  | 10ª Posição / 1º Classe            |
| 2002 | 27-29.09 | Rali Rota do Vidro                         | #4     | Miguel Ramalho  | Citroen Saxo Kit-Car          | 18-24-JE  | Desistência (Problemas Eléctricos) |
| 2002 | 11-12.10 | Rali Casino de Espinho                     | #4     | Miguel Ramalho  | Citroen Saxo Kit-Car          | 18-24-JE  | 2ª Posição / 1º Classe             |
| 2002 | 01-02.11 | Rali Casinos do Algarve                    | #4     | Miguel Ramalho  | Citroen Saxo Kit-Car          | 18-24-JE  | 3ª Posição / 1º Classe             |
| 2002 | 23.11    | Rali Sport / Dão Lafões                    | #5     | Miguel Ramalho  | Citroen Saxo S1600            | 25-49-TO  | 4ª Posição / 1º Classe             |
|      |          |                                            |        |                 |                               |           |                                    |
| 2003 | 07-09.02 | Rali Casino da Póvoa                       | #1     | Miguel Ramalho  | Citroen Saxo Kit-Car          | 18-24-JE  | 1ª Posição / 1º Classe             |
| 2003 | 28-29.03 | TMN Rali de Portugal                       | #1     | Miguel Ramalho  | Citroen Saxo Kit-Car          | 18-24-JE  | 1ª Posição / 1º Classe             |
| 2003 | 24.05    | Rali Futebol Clube do Porto                | #1     | Miguel Ramalho  | Citroen Saxo Kit-Car          | 18-24-JE  | 2ª Posição / 1º Classe             |
| 2003 | 13-14.06 | Rali de Santa Cruz                         | #1     | Miguel Ramalho  | Citroen Saxo Kit-Car          | 18-24-JE  | 4ª Posição / 1º Classe             |
| 2003 | 03-05.07 | SATA Rali Açores                           | #4     | Miguel Ramalho  | Citroen Saxo Kit-Car          | 18-24-JE  | 2ª Posição / 1º Classe             |
| 2003 | 31-02.08 | Rali Vinho Madeira                         | #9     | Miguel Ramalho  | Citroen Saxo Kit-Car          | 18-24-JE  | 10ª Posição / 2º Classe            |
| 2003 | 03-04.10 | Rali Rota do Vidro                         | #2     | Miguel Ramalho  | Citroen Saxo Kit-Car          | 18-24-JE  | 1ª Posição / 1º Classe             |
| 2003 | 17-18.10 | Rali Casinos do Algarve                    | #1     | Miguel Ramalho  | Citroen Saxo Kit-Car          | 18-24-JE  | 1ª Posição / 1º Classe             |
| 2003 | 14-15.11 | Rali Sport / Dão Lafões                    | #1     | Miguel Ramalho  | Citroen Saxo Kit-Car          | 18-24-JE  | 1ª Posição / 1º Classe             |
|      |          |                                            |        |                 |                               |           |                                    |
| 2004 | 12-13.03 | Rali Casino da Póvoa                       | #1     | Miguel Ramalho  | Citroen Saxo Kit-Car          | 18-24-JE  | 1ª Posição / 1º Classe             |
| 2004 | 02-03.04 | TMN Rali de Portugal                       | #1     | Miguel Ramalho  | Citroen Saxo Kit-Car          | 18-24-JE  | 1ª Posição / 1º Classe             |
| 2004 | 01.05    | Rali Futebol Clube do Porto                | #1     | Miguel Ramalho  | Citroen Saxo Kit-Car          | 18-24-JE  | 2ª Posição / 1º Classe             |
| 2004 | 01-03.07 | SATA Rali Açores                           | #1     | Miguel Ramalho  | Citroen Saxo Kit-Car          | 18-24-JE  | Desistência (Motor)                |
| 2004 | 29-31.07 | Rali Vinho Madeira                         | #3     | Miguel Ramalho  | Citroen Saxo Kit-Car          | 18-24-JE  | Desistência (Caixa de velocidades) |
| 2004 | 24-25.09 | Rali Rota do Vidro                         | #1     | Miguel Ramalho  | Citroen Saxo Kit-Car          | 18-24-JE  | 2ª Posição / 2º Classe             |
| 2004 | 16.10    | Rali Casino de Espinho                     | #41    | Miguel Ramalho  | Citroen C2 S1600              | 78-98-ZA  | Desistência (Acidente)             |
| 2004 | 29-30.10 | Iduna Rali Lafões                          | #1     | Miguel Ramalho  | Citroen Saxo Kit-Car          | 18-24-JE  | 2ª Posição / 2º Classe             |
| 2004 | 19-20.11 | Rali Casinos do Algarve                    | #1     | Miguel Ramalho  | Citroen C2 S1600              | 78-98-ZA  | 5ª Posição / 4º Classe             |
|      |          |                                            |        |                 |                               |           |                                    |
| 2005 | 11-12.03 | Rali Casino da Póvoa                       | #1     | Miguel Ramalho  | Mitsubishi Lancer Evo.VIII MR | GG-RA 28  | 1ª Posição / 1º Grupo N            |
| 2005 | 01-02.04 | PT Rali de Portugal                        | #1     | Miguel Ramalho  | Mitsubishi Lancer Evo.VIII MR | GG-RA 28  | 3ª Posição / 3º Grupo N            |
| 2005 | 28.05    | Rali Futebol Clube do Porto                | #1     | Miguel Ramalho  | Mitsubishi Lancer Evo.VIII MR | GG-RA 28  | Desistência (Motor)                |
| 2005 | 01-02.07 | SATA Rali Açores                           | #2     | Miguel Ramalho  | Mitsubishi Lancer Evo.VIII MR | 36-AB-75  | Desistência (Travões)              |
| 2005 | 28-30.07 | Rali Vinho Madeira                         | #2     | Miguel Ramalho  | Mitsubishi Lancer Evo.VIII MR | 36-AB-75  | 4ª Posição / 1º Grupo N            |
| 2005 | 03.09    | Rally de Ferrol                            | #6     | Miguel Ramalho  | Mitsubishi Lancer Evo.VIII MR | 36-AB-75  | 2ª Posição / 1º Grupo N            |
| 2005 | 16-17.09 | Rali Centro de Portugal                    | #1     | Miguel Ramalho  | Mitsubishi Lancer Evo.VIII MR | 36-AB-75  | 1ª Posição / 1º Grupo N            |
| 2005 | 21-23.10 | Baja Anta da Serra 500 Portalegre          | #311   | José Janela     | Mitsubishi Strakar            | 21-86-SS  | Desistência (Embraiagem)           |
| 2005 | 28-29.10 | Rali Nordeste Transmontano/Jornal "O Jogo" | #1     | Miguel Ramalho  | Mitsubishi Lancer Evo.VIII MR | 36-AB-75  | Desistência (Caixa de velocidades) |
| 2005 | 18-19.11 | Rali Casinos do Algarve                    | #1     | Miguel Ramalho  | Mitsubishi Lancer Evo.VIII MR | 36-AB-75  | 1ª Posição / 1º Grupo N            |
|      |          |                                            |        |                 |                               |           |                                    |
| 2006 | 24-25.02 | Rali Casino da Póvoa                       | #1     | Miguel Ramalho  | Mitsubishi Lancer Evo.VIII MR | 36-AB-75  | 1ª Posição / 1º Grupo N            |
| 2006 | 17-18.03 | PT Rali de Portugal                        | #2     | Miguel Ramalho  | Mitsubishi Lancer Evo.VIII MR | 36-AB-75  | 1ª Posição / 1º Grupo N            |
| 2006 | 12-15.05 | Vodafone Rali TT Transibérico              | #211   | Pascal Maimon   | Mitsubishi Strakar            | 21-86-SS  | Desistência (Caixa de Velocidades) |
| 2006 | 27.05    | Rali Futebol Clube do Porto                | #1     | Miguel Ramalho  | Mitsubishi Lancer Evo.VIII MR | 36-AB-75  | 17ª Posição / 8º Grupo N           |
| 2006 | 30-01.07 | SATA Rali Açores                           | #1     | Miguel Ramalho  | Mitsubishi Lancer Evo.VIII MR | 36-AB-75  | 1ª Posição / 1º Grupo N            |
| 2006 | 03-05.08 | Rali Vinho Madeira                         | #3     | Miguel Ramalho  | Mitsubishi Lancer Evo.IX      | 84-BX-10  | 2ª Posição / 1º Grupo N            |
| 2006 | 15-16.09 | Rali Centro de Portugal                    | #1     | Miguel Ramalho  | Mitsubishi Lancer Evo.IX      | 84-BX-10  | 1ª Posição / 1º Grupo N            |
| 2006 | 28.10    | Rali de Mortágua                           | #1     | Miguel Ramalho  | Mitsubishi Lancer Evo.IX      | 84-BX-10  | 1ª Posição / 1º Grupo N            |
| 2006 | 17-18.11 | Rali Casinos do Algarve                    | #1     | Miguel Ramalho  | Mitsubishi Lancer Evo.IX      | 84-BX-10  | 1ª Posição / 1º Grupo N            |
|      |          |                                            |        |                 |                               |           |                                    |
| 2007 | 26-27.01 | Artic Lapland Rally                        | #18    | Miguel Ramalho  | Mitsubishi Lancer Evo.IX      | 84-BX-10  | 10ª Posição / 1º Grupo N           |
| 2007 | 09-11.02 | Uddholm Swedish Rally                      | #46    | Miguel Ramalho  | Mitsubishi Lancer Evo.IX      | 84-BX-10  | 20ª Posição / 4º PWRC              |
| 2007 | 29-01.04 | Vodafone Rali de Portugal                  | #22    | Miguel Ramalho  | Mitsubishi Lancer WRC05       | KP54 GXY  | Desistência (Acidente)             |
| 2007 | 05-06.05 | Baja Serra de Monchique                    | #2     | José Janela     | Mitsubishi Strakar            | 21-86-SS  | Desistência (Motor)                |
| 2007 | 31-03.06 | BP Ultimate Acropolis Rally                | #46    | Miguel Ramalho  | Mitsubishi Lancer Evo.IX      | 84-BX-10  | Desistência (Motor)                |
| 2007 | 31-02.09 | Rally New Zealand                          | #46    | Miguel Ramalho  | Mitsubishi Lancer Evo.IX      | 84-BX-10  | 18ª Posição / 6º PWRC              |
| 2007 | 26-28.10 | Rally Japan                                | #46    | Miguel Ramalho  | Mitsubishi Lancer Evo.IX      | 84-BX-10  | Desclassificado                    |
| 2007 | 15-18.11 | Rally Ireland                              | #46    | Miguel Ramalho  | Mitsubishi Lancer Evo.IX      | DJ 620 GW | Desistência (Acidente)             |
| 2007 | 30-02.12 | Wales Rally GB                             | #46    | Miguel Ramalho  | Mitsubishi Lancer Evo.IX      | DE 557 CF | 23ª Posição / 7º PWRC              |
|      |          |                                            |        |                 |                               |           |                                    |
| 2008 | 07-10.02 | Uddeholm Swedish Rally                     | #50    | Miguel Ramalho  | Mitsubishi Lancer Evo.IX      | DJ 924 GW | 17ª Posição / 7º PWRC              |
| 2008 | 08-10.05 | Vodafone Rali de Portugal                  | #14    | Miguel Ramalho  | Mitsubishi Lancer Evo.IX      | DJ 924 GW | Desistência (Turbo)                |
| 2008 | 29-10.06 | BP Ultimate Acropolis Rally                | #50    | Miguel Ramalho  | Mitsubishi Lancer Evo.IX      | DJ 924 GW | 16ª Posição / 3º PWRC              |
| 2008 | 12-15.06 | Rally of Turkey                            | #50    | Miguel Ramalho  | Mitsubishi Lancer Evo.IX      | DJ 924 GW | 16ª Posição / 5º PWRC              |
| 2008 | 29-31.08 | Repco Rally New Zealand                    | #50    | Miguel Ramalho  | Mitsubishi Lancer Evo.IX      | DJ 924 GW | 25ª Posição / 12º PWRC             |
| 2008 | 31-02.11 | Pioneer Carrozzeria Rally Japan            | #50    | Miguel Ramalho  | Mitsubishi Lancer Evo.IX      | DJ 924 GW | 21ª Posição / 9º PWRC              |
| 2008 | 10-12.11 | Sharqia Rally                              | #2     | Miguel Ramalho  | Mitsubishi Lancer Evo.IX      |           | Desistência (Sabotagem)            |
| 2008 | 05-07.12 | Wales Rally GB                             | #50    | Miguel Ramalho  | Mitsubishi Lancer Evo.IX      | DM 201 AN | 27ª Posição / 7º PWRC              |
|      |          |                                            |        |                 |                               |           |                                    |
| 2009 | 12-15.02 | Rally Norway                               | #47    | Miguel Ramalho  | Mitsubishi Lancer Evo.IX      | DJ 924 GW | 16ª Posição / 4º PWRC              |
| 2009 | 13-15.03 | FxPro Cyprus Rally                         | #147   | Miguel Ramalho  | Mitsubishi Lancer Evo.IX      | DJ 924 GW | 10ª Posição / 2º PWRC              |
| 2009 | 02-05.04 | Vodafone Rali de Portugal                  | #147   | Miguel Ramalho  | Mitsubishi Lancer Evo.IX      | DJ 924 GW | 9ª Posição / 1º PWRC               |
| 2009 | 22-24.05 | Rally d´Italia-Sardegna                    | #147   | Miguel Ramalho  | Mitsubishi Lancer Evo.IX      | DJ 924 GW | 14ª Posição / 3º PWRC              |
| 2009 | 12-14.06 | Acropolis Rally Greece                     | #147   | Miguel Ramalho  | Mitsubishi Lancer Evo.IX      | DJ 924 GW | 9ª Posição / 2º PWRC               |
| 2009 | 03-06.09 | Repco Rally Australia                      | #39    | Miguel Ramalho  | Mitsubishi Lancer Evo.IX      | DJ 924 GW | 13ª Posição / 4º PWRC              |
| 2009 | 18-19.09 | Rali Centro de Portugal                    | #3     | Miguel Ramalho  | Mitsubishi Lancer Evo.X       | 0198 GMW  | 2ª Posição / 1º Grupo N            |
| 2009 | 23-25.10 | Rally Of Great Britain                     | #47    | Miguel Ramalho  | Mitsubishi Lancer Evo.X       | DP 385 JW | 9ª Posição / 1º Grupo N            |
|      |          |                                            |        |                 |                               |           |                                    |
| 2010 | 11-14.02 | Rally Sweden                               | #31    | Miguel Ramalho  | Mitsubishi Lancer Evo.X       | DP 385 JW | 23ª Posição / 3º PWRC              |
| 2010 | 05-07.03 | Corona Rally Mexico                        | #31    | Miguel Ramalho  | Mitsubishi Lancer Evo.IX      | DJ 924 GW | 10ª Posição / 1º PWRC              |
| 2010 | 01-03.04 | Rally Jordan                               | #31    | Miguel Ramalho  | Mitsubishi Lancer Evo.X       | DP 385 JW | 12ª Posição / 2º PWRC              |
| 2010 | 27-30.05 | Vodafone Rali de Portugal                  | #31    | Miguel Ramalho  | Mitsubishi Lancer Evo.X       | DP 385 JW | 14ª Posição / 1º Grupo N           |
| 2010 | 20-22.08 | ADAC Rally Deutschland                     | #31    | Miguel Ramalho  | Mitsubishi Lancer Evo.X       | EC 146 FZ | 18ª Posição / 1º PWRC              |
| 2010 | 01-03.10 | Rally de France/Alsace                     | #31    | Miguel Ramalho  | Mitsubishi Lancer Evo.X       | EC 146 FZ | 16ª Posição / 1º PWRC              |
| 2010 | 11-14.11 | Rally of Great Britain                     | #31    | Miguel Ramalho  | Mitsubishi Lancer Evo.X       | EC 146 FZ | 18ª Posição / 2º PWRC              |
| 2010 | 19-21.11 | Monza Rally Show                           | #110   | Laura Rovagnani | Mitsubishi Lancer Evo.X R4    |           | 9ª Posição / 1º SP                 |
|      |          |                                            |        |                 |                               |           |                                    |
| 2011 | 24-27.03 | Vodafone Rali de Portugal                  | #17    | Miguel Ramalho  | Mini John Cooper Works S2000  | OY11 BYJ  | Desistência (Motor)                |
| 2011 | 05-08.05 | Rally d´Italia Sardegna                    | #17    | Miguel Ramalho  | Mini John Cooper Works WRC    | OY11 BYJ  | 12ª Posição                        |
| 2011 | 16-19.06 | Acropolis Rally Greece                     | #17    | Miguel Ramalho  | Mini John Cooper Works WRC    | OY11 BYJ  | Desistência (Problemas eléctricos) |
| 2011 | 28-30.07 | Neste Oil Rally Finland                    | #17    | Miguel Ramalho  | Mini John Cooper Works WRC    | OY11 BYJ  | 20ª Posição                        |
| 2011 | 19-21.08 | ADAC Rally Deutschland                     | #17    | Miguel Ramalho  | Mini John Cooper Works WRC    | OY11 BYJ  | 8ª Posição                         |
| 2011 | 30-02.10 | Rally de France Alsace                     | #17    | Miguel Ramalho  | Mini John Cooper Works WRC    | EJ 267 GH | Desistência (Acidente)             |
| 2011 | 21-23.10 | RACC Rally de España                       | #17    | Miguel Ramalho  | Mini John Cooper Works WRC    | EJ 267 GH | Desistência                        |
| 2011 | 10-13.11 | Walles Rally GB                            | #17    | Miguel Ramalho  | Mini John Cooper Works WRC    | EJ 267 GH | 10ª Posição                        |
|      |          |                                            |        |                 |                               |           |                                    |
| 2012 | 18-22.01 | Rally Automobile Monte Carlo               | #12    | Miguel Ramalho  | Mini John Cooper Works WRC    | OU61 DLJ  | 10ª Posição                        |
| 2012 | 09-12.01 | Rally Sweden                               | #12    | Miguel Ramalho  | Mini John Cooper Works WRC    | OU61 DLJ  | 15ª Posição                        |
| 2012 | 08-11.03 | Rally Guanajuato Mexico                    | #12    | Miguel Ramalho  | Mini John Cooper Works WRC    | OU61 DLJ  | 7ª Posição                         |
| 2012 | 29-01.04 | Vodafone Rali de Portugal                  | #12    | Miguel Ramalho  | Mini John Cooper Works WRC    | OU11 CZF  | 15ª Posição                        |
| 2012 | 26-29.04 | Phillips Rally Argentina                   | #12    | Miguel Ramalho  | Mini John Cooper Works WRC    | OU11 CZF  | Desistência (Direcção)             |
| 2012 | 24-27.05 | Acropolis Rally                            | #12    | Miguel Ramalho  | Mini John Cooper Works WRC    | EX 068 KX | 11ª Posição                        |
| 2012 | 22-24.06 | Brother Rally New Zealand                  | #12    | Miguel Ramalho  | Mini John Cooper Works WRC    | EX 068 KX | 8ª Posição                         |
| 2012 | 02-04.08 | Neste Oil Rally Finland                    | #12    | Miguel Ramalho  | Mini John Cooper Works WRC    | EX 068 KX | 15ª Posição                        |